# Krafft Werner Jaeger
Krafft Werner Jaeger (* 6. Juli 1919 in Stuttgart; † 13. März 2008 in Bad Rappenau) war ein deutscher Offizier der Wehrmacht sowie Widerstandskämpfer gegen den Nationalsozialismus. Nach Kriegsende betätigte er sich als Geschäftsmann, Kynologe und Entomologe.

## Leben
Krafft Werner Jaeger, Sohn des Offiziers und Widerstandskämpfers gegen den Nationalsozialismus Friedrich Gustav Jaeger, beendete seine Schulzeit 1938. Während der Ableistung seiner Arbeitsdienstpflicht (RAD) in Fürstenwalde machte Jaeger Bekanntschaft mit dem Landgutbesitzer und Widerstandskämpfer Carl-Hans Graf von Hardenberg. Nach Ausbruch des Zweiten Weltkrieges gehörte er während des Überfalls auf Polen einem Baubataillon des RAD an. Als Fahnenjunker bei der Wehrmacht nahm Jaeger 1940 an dem Westfeldzug teil. Nach mehrfachen Beförderungen besuchte er die Kriegsschule in Potsdam-Bornstedt und erhielt Anfang Februar 1941 das Patent zum Offizier. Danach nahm Jaeger am Deutsch-Sowjetischen Krieg teil. Aufgrund einer schweren Verwundung Jaegers während der Kämpfe um Moskau folgte ein mehrwöchiger Lazarettaufenthalt.
Nach seiner Genesung wurde Jaeger im Januar 1942 zum Wachbataillon „Großdeutschland“ nach Berlin versetzt. Im Februar 1942 traf Jaeger seinen Vater während der Beisetzung seiner verstorbenen Mutter wieder. Dabei weihte sein Vater ihn über dessen Kontakte zum Widerstand gegen den Nationalsozialismus und den geplanten Umsturz Hitlers ein. Jaeger sicherte seine Kooperation zu, da sein Vater nach einem erfolgreichen Umsturz das Wachbataillon „Großdeutschland“ übernehmen sollte.
Im Rang eines Oberleutnants wurde Jaeger jedoch von Berlin zu Ersatztruppen nach Frankfurt an der Oder versetzt. Dort versuchte er einen ihm vertrauten Oberleutnant ebenfalls für den Widerstand zu gewinnen, wurde durch diesen jedoch angezeigt. Am 1. April 1943 wurde Jaeger festgenommen und ins Zellengefängnis Lehrter Straße nach Berlin überführt. Dort befand sich Jaeger für drei Monate in Untersuchungshaft und wurde aus Beweismangel vom Reichskriegsgericht am 2. Juli 1943 freigesprochen. Danach war Jaeger in Dänemark und Italien eingesetzt. Nach dem Attentat auf Adolf Hitler am 20. Juli 1944 wurde Jaeger Anfang August 1944 in einem italienischen Lazarett verhaftet, wo er aufgrund einer Verwundung lag. Zwei Wehrmachtsoffiziere eskortierten ihn nach Berlin, wo er zunächst im Gestapogefängnis Prinz-Albrecht-Straße 8 inhaftiert war. Von dort wurde er am 13. August 1944 wieder ins Zellengefängnis Lehrter Straße verlegt. Jaegers Vater wurde aufgrund des gescheiterten Putsches durch Roland Freisler vor dem Volksgerichtshof zum Tode verurteilt und am 21. August 1944 hingerichtet.
Am 20. Februar 1945 wurde Jaeger aus der Haft in das KZ Sachsenhausen überstellt. Dort wurde Jaeger als fluchtgefährdeter Häftling gekennzeichnet, dessen Rückkehr unerwünscht war. Als Wehrmachtsangehöriger kam er in den „Erziehungsblock“ und war in der Lagerküche, der Häftlingsschreibstube und zuletzt bei der Nachtarbeit als „Lagerluftlagemelder“ eingesetzt. Am 20. April 1945 wurde Jaeger zum Hauptmann befördert und mit der Leitung des Lagervolkssturms betraut. Zwei Tage später wurde das KZ Sachsenhausen jedoch evakuiert und die Häftlinge, darunter Jaeger, auf einen Todesmarsch geschickt.
Danach geriet Jaeger in Schwerin zunächst in amerikanische Kriegsgefangenschaft und danach in britische. Während der Internierung machte er Aussagen zum Lagerpersonal im KZ Sachsenhausen und konnte so zur Ergreifung der Verantwortlichen für die dortigen Verbrechen mit beitragen.
Nach der Internierung arbeitete Jaeger ab 1946 unter anderem als Buchbinder und Grafiker. Er heiratete 1947, das Paar bekam einen Sohn. Seine erste Ehe wurde 1952 geschieden und Jaeger heiratete 1953 erneut. Ab 1957 war er für etwa drei Jahre als selbstständiger Geschäftsmann tätig und vertrieb Fertighäuser. Danach beschäftigte sich Jaeger mit der Kynologie und wurde Züchter asiatischer Haushunde. Ab 1978 war Jaeger als Entomologe tätig und beschäftigte sich mit den Schmetterlingsvorkommen im Landschaftsschutzgebiet Wollenbachtal. Sowohl im Bereich der Kynologie als auch der Entomologie veröffentlichte Jaeger Fachartikel beziehungsweise Fachbücher. Ab 1990 widmete sich Jaeger seiner Familiengeschichte und in diesem Rahmen insbesondere der Heraldik. Mitte der 1990er Jahre war Jaeger bei der Einweihung einer Gedenktafel für seinen Vater in dessen Geburtsort Kirchberg an der Jagst sowie einer Straßennamenänderung („Fritz-Jaeger-Allee“) in Wünsdorf zugegen. Jaeger starb im Frühjahr 2008.